# 개량 후지타 등급
개량 후지타 등급(영어: Enhanced Fujita scale, EF-Scale, 일본어: 改良藤田スケール) 또는 EF 등급은 토네이도의 위력을 가늠하는 등급이다. EF 등급은 1971년 시카고 대학의 기상학자 후지타 테쓰야(藤田哲也) 교수에 의해 고안된 후지타 등급(영어: Fujita scale, F-Scale)의 등급 기준 및 세부사항을 2007년 수정하여 나온 버전이다. EF0에서 EF5 등급까지 있으며 숫자가 올라갈 수록 더 강력한 토네이도 위력을 의미한다.

## 등급 기준
| 등급 | 풍속    | 풍속    | 풍속  | 상대 빈도 | 피해 예시                                | 피해 예시                                                                                                  |
| 등급 | mph     | km/h    | m/s   | 상대 빈도 | 피해 예시                                | 피해 예시                                                                                                  |
| EF0  | 65–85   | 105–137 | 29–37 | 56.88%    | 기왓장이 뜯기거나 나뭇잎이 날림.         | EF0 damage example--Shingles are torn from roof                                                            |
| EF1  | 86–110  | 138–177 | 38-49 | 31.07%    | 지붕이 날라고 간판이 날림.               | EF1 damage example -- Sections of roofing are removed from the home, leaving the internal decking exposed. |
| EF2  | 111–135 | 178–217 | 50–61 | 8.80%     | 나무가 뿌리째 뽑히고 허술한 집이 무너짐. | EF2 damage example -- Roof is completely removed from the house                                            |
| EF3  | 136–165 | 218–266 | 62-74 | 2.51%     | 조립식 벽이 무너질 정도이다.             | EF3 damage example -- House is destroyed, with only interior rooms remaining                               |
| EF4  | 166–200 | 267–322 | 75-89 | 0.66%     | 대부분의 집이 무너진다.                  | EF4 damage example -- House is completely leveled, with only rubble remaining on the foundation            |
| EF5  | >200    | >322    | >90   | 0.08%     | 철제 건물과 콘크리트 건물이 무너진다.    | EF5 damage example -- Well-built house is swept completely away, leaving only the slab foundation          |

## 같이 보기
- 보퍼트 풍력 계급